# Saiyuki
Saiyuki (jap. 幻想魔伝最遊記 Gensōmaden Saiyūki) – shōnen-manga stworzona przez Kazuyę Minekurę. Manga liczy 9 tomów. Powstały także dwa sequele mangi zatytułowane Saiyuki Reload oraz Saiyuki Reload Blast. Ukazał się także prequel Saiyuki Gaiden, liczący 4 tomy oraz Saiuyki Ibun.
Na podstawie mangi powstały seriale anime, a także filmy.
W Polsce manga Saiyuki wydana została nakładem wydawnictwa Waneko. Film zatytułowany Saiyuki: Requiem został wydany za pośrednictwem Anime Virtual.

## Fabuła
Akcja mangi i anime toczy się w fikcyjnym świecie SHANGRI-LA. Opowiada o przygodach 4 bohaterów: mnicha Genjo Sanzo, pół-demona Sha Gojo, demona Son Goku i człowieka zmienionego w demona Cho Hakkai, którzy oparli się „zarazie” panującej wśród demonów i wywołanej przez tajemniczą osobę, starającą się wskrzesić Wielkiego Demona Gyumao. Podróżują więc na zachód by powstrzymać zarazę, oraz nie dopuścić do wskrzeszenia Gyumao.

## Bohaterowie

### Główni
- Genjo Sanzo – mnich, egoistyczny i arogancki.

Poprzednie wcielenie: Konzen Douji,
Poprzednie Imię: Kouryu
Wzrost: 177 cm
Waga: 64 kg
Wiek: 23
Oczy; fioletowe o opadających kącikach,
Włosy; blond]
Data Urodzin: 29 listopada,
Znak Zodiaku: Strzelec,
Grupa Krwi: A,
Broń; Sutra Piekielnych Niebios, rewolwer i Harisen (magiczny wachlarz).
- Sha Gojo – uwielbia kobiety i hazard, nie stroni też od alkoholu, uwielbia palić (ale wciąż daleko mu do tej ilości, jaką potrafi wypalić Sanzo); jest pół-demonem, co w jego świecie jest tematem tabu; jego macocha chciała go zabić, ponieważ był owocem romansu jego ojca z inną kobietą, a Gojyo jej ją przypominał, stąd Gojyo ma blizny na policzku.

Poprzednie Wcielenie: Kenren Taisho,
Wzrost: 184 cm,
Waga: 75 kg,
Wiek: 22,
Oczy; Intensywnie czerwone,
Włosy; Intensywnie czerwone,
Data Urodzin: 9 listopada,
Znak Zodiaku: Skorpion,
Grupa Krwi: B,
Broń; Shakujo.
- Son Goku – został zrodzony ze skały, w której zgromadziły się siły natury. Myśli ciągle o zabawie i jedzeniu. Jest optymistyczny i wesoły. Spędził 500 lat w uwięzieniu (z powodu zbrodni jaką popełnił jako dziecko), dopóki nie uwolnił go Sanzo.

Wzrost: 162 cm,
Waga: 51 kg,
Wiek: 18,
Oczy; Złote,
Włosy; Brązowe
Data Urodzin: 5 kwietnia,
Znak Zodiaku: Baran,
Grupa Krwi: 0,
Broń; Kij Nyoibo, który może przybierać formę trzyczęściowego Sansetsukon.
- Cho Hakkai -

Poprzednie Wcielenie: Tenpou Gensui,
Poprzednie Imię: Cho Gono,
Wzrost: 181 cm,
Waga: 69 kg,
Wiek: 22,
Oczy; Ciemnozielone,
Włosy; Ciemnobrązowe,
Data Urodzin: 21 września,
Znak Zodiaku: Panna,
Grupa Krwi: AB,
Broń; Jego własna Ki.

### Inni
- Jeep (Hakuryuu) – mały smok, pupil Hakkai. Potrafi zmienić się w dżipa.
- Kogaiji – syn Gyumao. Pragnie ożywić swoją matkę Rasetsu-nyo.
- Lirin – przyrodnia siostra Kougaiji.
- Dokugakuji (Sha Jien) – przyrodni brat Sha Gojo, miał intymny związek ze swoją matką, musiał ją zabić aby ratować Gojo.
- Yaone – podwładana Kougaijiego
- Kanzeon Bosatsu
- Nataku
- Cesarzowa Gyokumen Koushou – matka Lirin i konkubina Gyumao, pragnie go ożywić.
- Doktor Ni Jian Yi – zboczony psychol, przez którego oszalały demony i zaczęła się szerzyć „zaraza”.